# Roger Dumas (dramaturge)
Pour les articles homonymes, voir Roger Dumas (homonymie) et Dumas.
Roger Dumas est un dramaturge québécois né en 1942 à Saint-Côme-Linière, en Beauce (Québec). À 16 ans, il quitte son village pour venir étudier le théâtre à Montréal.  
Avec quelques amis auteurs, il a créé le Centre des auteurs dramatiques (CEAD).
Plusieurs de ses pièces de théâtre furent montées par de nombreuses troupes un peu partout au Québec et en France.
Après avoir fait carrière en France pendant 40 ans, Roger Dumas est revenu s'établir dans sa Beauce natale.

## Principales pièces
- Les vicissitudes de Rosa, 1967, parue chez Leméac en 1976.
- Les millionnaires, créée en 1967 à l'École Nationale de Théâtre du Canada.
- Les comédiens, 1968, parue chez Leméac en 1974.
- Dieu, Adam (et Ève)... et Bob, 1999.
- Les oiseaux perdus, 2000.
- Y a-t-il un cheval dans la pièce ?, 2000.
- Les 4 sœurs, 2001.
- Me passerais-tu 10 $ ?, 2001, parue aux Éditions du Mécène en 2005.
- Le chat et la mouche, 2005, parue aux Éditions du Mécène en 2005.